# Sander van Gessel
Sander van Gessel (født 4. november 1976) er en hollandsk fodboldspiller.